# Platygaster crassiclava
Platygaster crassiclava (лат.) — вид мелких наездников из семейства Platygastridae. Юго-Восточная Азия: Индонезия (Сула). 

## Описание
Длина блестящего тела около 0,95 мм. Голова в два раза шире длины, сзади частично слабо поперечно-кожистая или очень тонко исчерченная; нотаули отсутствуют; антенномеры А8—А9 самок поперечные. Основная окраска чёрная, антенномеры А1—А2 и ноги светло-бурые; A3—A10, мандибулы, тегула и задние тазики темно-коричневые. Переднее крыло с буроватым оттенком, в 0,8 раза длиннее тела, в 2,3 раза длиннее своей ширины, с густыми и довольно мелкими микротрихиями; краевые реснички почти не превышают 0,1 ширины крыла. Заднее крыло в 5,4 раза длиннее ширины, с двумя крючками; маргинальные реснички в 0,4 раза больше ширины крыла. Помимо очень толстых усиков, этот вид отличается от P. achterbergi и P. baliensis, например, наличием поперечно-полосатого второго тергита Т2, а от P. luteipes, в скульптуре головы. Название относится к толстым апикальным членикам усиков. Вид был впервые описан в 2008 году датским энтомологом Петером Булем (Peter Neerup Buhl, Дания).